# Общество по определению цели в жизни
Общество по определению цели в жизни (яп. 立志社,りっししゃ Риссися), другие русскоязычные названия — Общество решительных, Общество по цели в жизни, Общество свободомыслящих — японская общественная организация, ведущая политическая структура в «Движении за свободу и народные права» периода Мэйдзи. Выступала с позиций либерализма. Требовала от правительства создания парламентской системы и соблюдения прав человека.

## Общие сведения
«Общество по определению цели в жизни» было основано 16 апреля 1874 года в Коти, на территории бывшей провинции Тоса, усилиями Итагаки Тайсукэ, Катаоки Кэнкити и Хаяси Юдзо.
Начальной задачей Общества была помощь нетитулованному дворянству сидзоку, бывшим самураям. Последние не могли адаптироваться к новым социальным условиям после потери чиновничьей работы в результате административной реформы. В 1877 году часть руководителей Общества подстрекала дворян к участию в Сацумском восстании на стороне восставших, за что была арестована.
В том же году умеренные лидеры Общества Уэки Эмори и Сакамото Нами превратили общественную организацию в политическую путём участия в «Движении за свободу и народные права». Они разработали устав, в котором выразили три основных задачи: открытие всенародного парламента, снижение земельного налога и пересмотр неравноправных международных договоров.
В 1878 году Общество присоединилось к восстановлению Общества патриотов, в 1880 году приняло участие в подаче прошения к правительству об открытии парламента и в основании Лиги учреждения парламента. В 1881 году члены организации сыграли ведущую роль в создании Либеральной партии Японии и составили проект требований к Конституции Японии. Они настаивали на включении в её текст прав человека, прав на сопротивление и революцию, а также однопалатной парламентской системы.
В 1883 году «Общество по определению цели в жизни» распустилось. На его основе была создана Либеральная партия Южного моря (яп. 海南自由党,かいなんじゆうとう).
Кроме «Общества по цели в жизни» в Коти одновременно существовали другие одноименные организации:
- «Общество по цели в жизни» Хиросимы (広島立志社, Хиросима Риссися),
- «Общество по цели в жизни» Сануки (讃岐立志社, Сануки Риссися),
- «Общество по цели в жизни» Такамацу (高松立志社, Такамацу Риссися),
- «Общество по цели в жизни» Маругаме (丸亀立志社, Маругаме Риссися),
- «Общество по цели в жизни» Авы (阿波立志社, Ава Риссися).

Однако, как правило, в японской историографии под «Обществом по определению цели в жизни» понимают преимущественно общественную организацию Коти